# Salmo 116

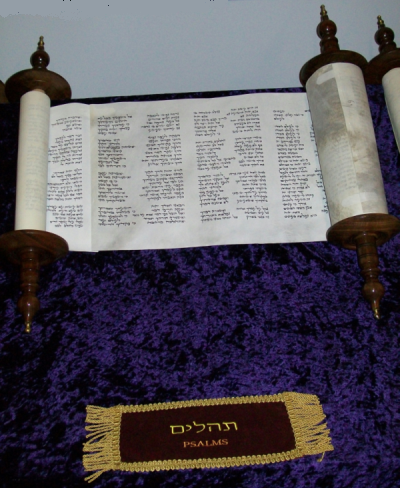
Rollo de los salmos

El Salmo 116 es el salmo 116 del Libro de los Salmos, que comienza en inglés en la versión King James: «Amo al Señor, porque ha escuchado mi voz y mis súplicas». Forma parte de la secuencia del Aleluya egipcio en el Libro de los Salmos.
En el sistema de numeración ligeramente diferente de la versión griega Septuaginta y latina Vulgata de la Biblia, este salmo comienza con el Salmo 114, contando como versículos 1-9 del Salmo 116, combinado con el Salmo 115 para los versículos restantes. En latín, el Salmo 114 se conoce como «Dilexi quoniam exaudiet Dominus», y el Salmo 115 se conoce como «Credidi propter quod locutus sum». El Salmo 116 en hebreo es el cuarto salmo del «Hallel egipcio». La Septuaginta y la Vulgata comienzan con la palabra «Aleluya», mientras que la versión hebrea tiene esta palabra al final del salmo anterior.
El Salmo 116 se utiliza habitualmente en las liturgias judía, católica, luterana, anglicana y otras liturgias protestantes. A menudo se ha puesto música, incluyendo arreglos de Marc-Antoine Charpentier, Anton Bruckner y Franz Schreker.

## Idioma
El Salmo 116 no tiene título en el hebreo. El salmo fue traducido al griego Septuaginta (alrededor del 250 a. C.) en el Egipto helenístico. Hay una presencia de aramaismos en el salmo que ha sido interpretado por algunos comentaristas bíblicos como evidencia de una fecha tardía, aunque esto no es definitivo. El salmo se inspira en gran medida en otros salmos, hasta tal punto que el comentarista alemán Hermann Hupfeld lo calificó de «salmo remendado».

## Texto
La siguiente tabla muestra el texto en hebreo del Salmo con vocales, junto con el texto griego koiné de la Septuaginta y la traducción al español de la Biblia del Rey Jacobo. Tenga en cuenta que el significado puede diferir ligeramente entre estas versiones, ya que la Septuaginta y el texto masorético provienen de tradiciones textuales diferentes. En la Septuaginta, los versículos 1-9 se cuentan como el Salmo 114, y los versículos 10-19 se cuentan como el Salmo 115.
| #  | Hebreo                                              | Español | Griego |
| -- | --------------------------------------------------- | --- | --- |
| 1  | אָ֭הַבְתִּי כִּי־יִשְׁמַ֥ע ׀ יְהֹוָ֑ה אֶת־ק֝וֹלִ֗י תַּחֲנוּנָֽי׃                | Amo al Señor, porque ha escuchado mi voz y mis súplicas.                                                        | ᾿Αλληλούϊα. - ΗΓΑΠΗΣΑ, ὅτι εἰσακούσεται Κύριος τῆς φωνῆς τῆς δεήσεώς μου,                                 |
| 2  | כִּי־הִטָּ֣ה אׇזְנ֣וֹ לִ֑י וּבְיָמַ֥י אֶקְרָֽא׃                          | Porque él inclinó su oído hacia mí, por eso le invocaré mientras viva.                                          | ὅτι ἔκλινε τὸ οὖς αὐτοῦ ἐμοί, καὶ ἐν ταῖς ἡμέραις μου ἐπικαλέσομαι.                                       |
| 3  | אֲפָפ֤וּנִי ׀ חֶבְלֵי־מָ֗וֶת וּמְצָרֵ֣י שְׁא֣וֹל מְצָא֑וּנִי צָרָ֖ה וְיָג֣וֹן אֶמְצָֽא׃ | Las penas de la muerte me rodeaban, y los dolores del infierno me habían alcanzado; encontré aflicción y dolor. | περιέσχον με ὠδῖνες θανάτου, κίνδυνοι ᾅδου εὕροσάν με· θλῖψιν καὶ ὀδύνην εὗρον,                           |
| 4  | וּבְשֵֽׁם־יְהֹוָ֥ה אֶקְרָ֑א אָנָּ֥ה יְ֝הֹוָ֗ה מַלְּטָ֥ה נַפְשִֽׁי׃                  | Entonces invoqué el nombre del Señor; oh Señor, te suplico, libra mi alma.                                      | καὶ τὸ ὄνομα Κυρίου ἐπεκαλεσάμην· ὦ Κύριε, ῥῦσαι τὴν ψυχήν μου.                                           |
| 5  | חַנּ֣וּן יְהֹוָ֣ה וְצַדִּ֑יק וֵ֖אלֹהֵ֣ינוּ מְרַחֵֽם׃                       | Gracioso es el Señor, y justo; sí, nuestro Dios es misericordioso.                                              | ἐλεήμων ὁ Κύριος καὶ δίκαιος, καὶ ὁ Θεὸς ἡμῶν ἐλεεῖ.                                                      |
| 6  | שֹׁמֵ֣ר פְּתָאיִ֣ם יְהֹוָ֑ה דַּ֝לֹּתִ֗י וְלִ֣י יְהוֹשִֽׁיעַ׃                     | El Señor preserva a los sencillos: yo estaba abatido, y él me ayudó.                                            | φυλάσσων τὰ νήπια ὁ Κύριος· ἐταπεινώθην, καὶ ἔσωσέ με.                                                    |
| 7  | שׁוּבִ֣י נַ֭פְשִׁי לִמְנוּחָ֑יְכִי כִּֽי־יְ֝הֹוָ֗ה גָּמַ֥ל עָלָֽיְכִי׃               | Vuelve a tu descanso, alma mía, porque el Señor te ha tratado con generosidad.                                  | ἐπίστρεψον, ψυχή μου, εἰς τὴν ἀνάπαυσίν σου, ὅτι Κύριος εὐηργέτησέ σε,                                    |
| 8  | כִּ֤י חִלַּ֥צְתָּ נַפְשִׁ֗י מִ֫מָּ֥וֶת אֶת־עֵינִ֥י מִן־דִּמְעָ֑ה אֶת־רַגְלִ֥י מִדֶּֽחִי׃     | Porque tú has librado mi alma de la muerte, mis ojos de las lágrimas y mis pies de la caída.                    | ὅτι ἐξείλετο τὴν ψυχήν μου ἐκ θανάτου, τοὺς ὀφθαλμούς μου ἀπὸ δακρύων καὶ τοὺς πόδας μου ἀπὸ ὀλισθήματος. |
| 9  | אֶ֭תְהַלֵּךְ לִפְנֵ֣י יְהֹוָ֑ה בְּ֝אַרְצ֗וֹת הַחַיִּֽים׃                       | Caminaré delante del Señor en la tierra de los vivos.                                                           | εὐαρεστήσω ἐνώπιον Κυρίου, ἐν χώρᾳ ζώντων.                                                                |
| 10 | הֶ֭אֱמַנְתִּי כִּ֣י אֲדַבֵּ֑ר אֲ֝נִ֗י עָנִ֥יתִי מְאֹֽד׃                       | Creí, por eso hablé: fui muy afligido:                                                                          | ᾿Αλληλούϊα. - ΕΠΙΣΤΕΥΣΑ, διὸ ἐλάλησα· ἐγὼ δὲ ἐταπεινώθην σφόδρα.                                          |
| 11 | אֲ֭נִי אָמַ֣רְתִּי בְחׇפְזִ֑י כׇּֽל־הָאָדָ֥ם כֹּזֵֽב׃                        | En mi prisa dije: «Todos los hombres son mentirosos».                                                           | ἐγὼ δὲ εἶπα ἐν τῇ ἐκστάσει μου· πᾶς ἄνθρωπος ψεύστης.                                                     |
| 12 | מָה־אָשִׁ֥יב לַיהֹוָ֑ה כׇּֽל־תַּגְמוּל֥וֹהִי עָלָֽי׃                      | ¿Qué daré al Señor por todos sus beneficios hacia mí?                                                           | τί ἀνταποδώσω τῷ Κυρίῳ περὶ πάντων, ὧν ἀνταπέδωκέ μοι;                                                    |
| 13 | כּוֹס־יְשׁוּע֥וֹת אֶשָּׂ֑א וּבְשֵׁ֖ם יְהֹוָ֣ה אֶקְרָֽא׃                      | Tomaré la copa de la salvación y invocaré el nombre del Señor.                                                  | ποτήριον σωτηρίου λήψομαι καὶ τὸ ὄνομα Κυρίου ἐπικαλέσομαι.                                               |
| 14 | נְ֭דָרַי לַיהֹוָ֣ה אֲשַׁלֵּ֑ם נֶגְדָה־נָּ֝֗א לְכׇל־עַמּֽו׃                    | Pagaré mis votos al Señor ahora, en presencia de todo su pueblo.                                                | τὰς εὐχάς μου τῷ Κυρίῳ ἀποδώσω ἐναντίον παντὸς τοῦ λαοῦ αὐτοῦ.                                            |
| 15 | יָ֭קָר בְּעֵינֵ֣י יְהֹוָ֑ה הַ֝מָּ֗וְתָה לַחֲסִידָֽיו׃                       | Preciosa es a los ojos del Señor la muerte de sus santos.                                                       | τίμιος ἐναντίον Κυρίου ὁ θάνατος τῶν ὁσίων αὐτοῦ.                                                         |
| 16 | אָנָּ֣ה יְהֹוָה֮ כִּֽי־אֲנִ֢י עַ֫בְדֶּ֥ךָ אֲנִי־עַ֭בְדְּךָ בֶּן־אֲמָתֶ֑ךָ פִּ֝תַּ֗חְתָּ לְמֽוֹסֵרָֽי׃  | O Señor, verdaderamente soy tu siervo; soy tu siervo, y el hijo de tu sierva; tú has soltado mis ataduras.      | ὦ Κύριε, ἐγὼ δοῦλος σός, ἐγὼ δοῦλος σὸς καὶ υἱὸς τῆς παιδίσκης σου. διέρρηξας τοὺς δεσμούς μου,           |
| 17 | לְֽךָ־אֶ֭זְבַּח זֶ֣בַח תּוֹדָ֑ה וּבְשֵׁ֖ם יְהֹוָ֣ה אֶקְרָֽא׃                    | Te ofreceré el sacrificio de acción de gracias, e invocaré el nombre del Señor.                                 | σοὶ θύσω θυσίαν αἰνέσεως καὶ ἐν ὀνόματι Κυρίου ἐπικαλέσομαι.                                              |
| 18 | נְ֭דָרַי לַיהֹוָ֣ה אֲשַׁלֵּ֑ם נֶגְדָה־נָּ֝֗א לְכׇל־עַמּֽו׃                    | Pagaré mis votos al Señor ahora, en presencia de todo su pueblo.                                                | τὰς εὐχάς μου τῷ Κυρίῳ ἀποδώσω ἐναντίον παντὸς τοῦ λαοῦ αὐτοῦ,                                            |
| 19 | בְּחַצְר֤וֹת ׀ בֵּ֤ית יְהֹוָ֗ה בְּֽת֘וֹכֵ֤כִי יְֽרוּשָׁלָ֗͏ִם הַֽלְלוּ־יָֽהּ׃            | En los atrios de la casa del Señor, en medio de ti, oh Jerusalén. Alabad al Señor.                              | ἐν αὐλαῖς οἴκου Κυρίου ἐν μέσῳ σου, ῾Ιερουσαλήμ.                                                          |

### Versión Reina-Valera 1960
1. Amo a Jehová, porque ha oído mi voz y mis súplicas.
2. Porque ha inclinado a mí su oído, por eso le invocaré en tanto que viva.
3. Me rodearon dolores de muerte, y me alcanzaron dolores del infierno; angustia y dolor encontré.
4. Entonces invoqué el nombre de Jehová; oh Jehová, te ruego, libra mi alma.
5. Clemente es el Señor, y justo; sí, nuestro Dios es misericordioso.
6. El Señor preserva a los sencillos: fui humillado, y él me ayudó.
7. Vuelve a tu descanso, oh alma mía; porque el Señor ha sido generoso contigo.
8. Porque has librado mi alma de la muerte, mis ojos de las lágrimas y mis pies de caer.
9. Caminaré ante el Señor en la tierra de los vivos.
10. Creí, por eso he hablado: Estaba muy afligido:
11. Dije en mi prisa: Todos los hombres son mentirosos.
12. ¿Qué daré al Señor por todos sus beneficios hacia mí?
13. Tomaré la copa de la salvación e invocaré el nombre del Señor.
14. Pagaré mis votos al Señor ahora en presencia de todo su pueblo.
15. Preciosa es a los ojos del Señor la muerte de sus santos.
16. Oh Señor, en verdad soy tu siervo; soy tu siervo e hijo de tu sierva: has desatado mis ataduras.
17. Te ofreceré el sacrificio de acción de gracias e invocaré el nombre del Señor.
18. Pagaré mis votos al Señor ahora en presencia de todo su pueblo.
19. En los atrios de la casa del Señor, en medio de ti, oh Jerusalén. Alabado sea el Señor.

## Comentarios

### Iglesia católica

#### Comentario a todo el salmo
Dentro del grupo de salmos que forman el Hallel, el Salmo 116 presenta la alabanza individual al Señor por parte del hombre fiel que ha sido salvado de la muerte (v. 3), ya que, como se concluía en el salmo anterior, los muertos ya no alaban al Señor (Sal 115,17). Sal 116 muestra que quien confía en el Señor (cfr Sal 115,11; 116,10) recibe su bendición (Sal 115,11.13; 116,5-6). Como en los salmos anteriores, el Señor es invocado como «nuestro Dios» (cfr Sal 113,5; 115,3; 116,5) y se apela a su Nombre (cfr 113,1-2; 116,4).
Comienza con la manifestación del salmista de que ama al Señor porque atendió su súplica (vv. 1-2), y expone a continuación la situación en que se encontraba: cómo invocó al Señor y éste lo salvó (vv. 3-6); por eso se invita a sí mismo a la calma y a ser fiel al Señor (vv. 7-9). Después da cuenta de la fe con la que suplicó al Señor (vv. 10-11), y de su deseo de agradecerle con sacrificios el bien recibido (vv. 12-14), reconociéndose su siervo (vv. 15-16) y prometiendo de nuevo sacrificios en el Templo (vv. 17-19).
Este salmo sirve al cristiano para expresar su amor al Señor y afianzar la paz interior que brota de saberse escuchado por Él, ya que, como dirá San Pablo, «si vivimos, vivimos para el Señor; y si morimos, morimos para el Señor; porque vivamos o muramos, somos del Señor» (Rm 14,8)

#### A los versículos 1-9
El Salmo 116 es el único que comienza con la afirmación «yo amo» al Señor, expresión que evoca el mandato central del Deuteronomio (cf. Dt 6,5; 10,12). Esta declaración no se basa únicamente en el beneficio recibido, sino en la certeza de que Dios escucha y cuida de quien le invoca. El salmista, enfrentado a la muerte —descrita mediante la imagen del *sheol*, morada de los muertos—, clamó al Dios de la Alianza, quien respondió de acuerdo con su súplica: lo salvó (vv. 4.6). La autoinvitación que aparece en el texto, recurso frecuente en la poesía bíblica, refleja la intensidad emocional del orante y su decisión de permanecer fiel. No se trata solo de una curación física, sino de una experiencia transformadora que reafirma la comunión con Dios y el compromiso de vivir bajo su presencia.

#### A los versículos 10-19
En el Salmo 116, la expresión de dolor en medio de la desgracia no refleja una falta de fe, sino, por el contrario, una confianza profunda en Dios. La referencia al «hombre falaz» (v. 11) puede interpretarse como una alusión a quienes se regocijan ante la desgracia del orante o a la constatación de que ningún ser humano puede ofrecer una solución real a su situación.
Consciente de haber sido salvado, el salmista se reconoce en deuda con Dios y manifiesta su intención de corresponder mediante un acto litúrgico. La mención de la «copa de la salvación», única en todo el salterio, alude probablemente a una libación ritual —vino o aceite derramado— como ofrenda de agradecimiento por la liberación recibida. Esta acción cultual expresa el deseo de devolver al Señor, en el marco del culto comunitario, la gratitud por el don de la vida.

¿Quién te dio la copa de salvación, de suerte que, tomándola e invocando el nombre del Señor, le retribuyas por todo lo que a ti te retribuyó? Quién sino Aquel que dice: ¿Podéis beber el cáliz que yo he de beber? ¿Quién te otorgó imitar sus padecimientos sino Aquel que primeramente padeció por ti? Por tanto, preciosa es delante del Señor la muerte de sus santos. La compró con su sangre, que primeramente derramó por la salud de sus siervos, para que sus siervos no dudasen en derramarla por el Nombre del Señor.

En el Salmo 116, se afirma que la muerte de los que temen al Señor es valiosa ante sus ojos, pues Él cuida de la vida de sus fieles. El salmista se identifica como uno de esos siervos temerosos, preservados por la misericordia divina. En este contexto, el «sacrificio de acción de gracias» aparece como paralelo a la expresión «alzar la copa de la salvación» (v. 13), lo que sugiere una ofrenda litúrgica realizada en el Templo, lugar donde reside el Señor.
Las palabras de los versículos 12-14 formaron parte de la antigua liturgia eucarística romana, recitadas por el sacerdote antes de la Comunión. En ese uso litúrgico, se expresaba que la manera más plena de corresponder al don de Dios es participar en el sacrificio de Cristo. Por esta razón, la Iglesia ha recomendado este salmo como preparación espiritual para la Eucaristía. También forma parte de la liturgia en la solemnidad del Cuerpo y Preciosísima sangre de Cristo, así como en la celebración del Jueves Santo, donde se acentúa su dimensión eucarística.

## Tema
Se trata de la alabanza del Señor por parte de todos los pueblos. El segundo versículo expresa la razón del primero: la bondad del Señor se ha experimentado en el pasado, y su fidelidad durará para siempre. Si tomamos en consideración todo el libro de los salmos, vemos que este salmo parece resumir y concluir todos los salmos del aleluya, e incluso todos los salmos precedentes desde el Salmo 107 en adelante, ya que invitan a Israel y a todas las naciones a alabar al «Eterno».

## Autoría
Teodoreto en el siglo V aplicó este salmo a las angustias de los judíos en tiempos de los macabeos bajo Antíoco IV Epífanes, mientras que una pequeña minoría lo atribuye a la enfermedad de Ezequías, registrada en Isaías 38; Sin embargo, la mayoría de los comentaristas actuales lo atribuyen al rey David. Si David fue el autor, no se sabe con certeza si lo compuso en una ocasión concreta, o «tras un repaso general de las muchas y misericordiosas liberaciones que Dios había obrado para él». La Iglesia siríaca sostiene que fue escrito con motivo de la llegada de Saúl a la cueva donde se escondía David.

## Usos

### Judaísmo

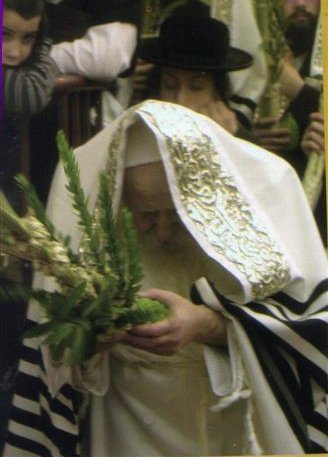
El rabino de Montreal, Quebec, Canadá, agitando las cuatro especies durante el Sucot mientras reza el Halel.

- Este salmo es uno de los seis salmos (113-118) que componen el Halel. Todos los días en que se recita el Hallel, este salmo se recita en su totalidad, excepto en Rosh Jodesh y los últimos seis días de la Pascua, cuando solo se recitan los versículos 1-11.[22][23]
- El versículo 13 forma parte de la Havdalah.[24]

### Nuevo Testamento
El versículo 10 del Salmo fue citado por Pablo el Apóstol en 2 Corintios 413.

### Cristianismo siríaco
La iglesia siríaca lo aplica a los conversos que llegan a la iglesia.

### Iglesia copta ortodoxa
En el Agpeya, el Libro de Horas de la Iglesia Copta, este salmo se reza (como dos salmos consecutivos) en la oficio de Nonas. También está en la oración del Velo, que generalmente solo rezan los monjes.

### Catolicismo
El salmo ha sido utilizado como oración pública por el Papa Juan Pablo II, quien lo llamó una «Oración de acción de gracias al Señor». El salmo se utiliza en la Regla de San Benito. Sin embargo, el Salmo 117 se lee ahora en la Liturgia de las Horas.

### Cristianismo protestante
Matthew Henry lo llama un «salmo de acción de gracias», mientras que Charles Spurgeon lo ve como «un salmo de acción de gracias en la persona de Cristo». David Dickson escribió: «Este salmo es un triple compromiso del salmista de dar gracias a Dios por su misericordia hacia él y, en particular, por haberlo librado de la muerte, tanto corporal como espiritual».
El 3 de febrero de 1788, el ministro anglicano Reverendo Richard Johnson ofició el primer servicio religioso cristiano en suelo australiano para los convictos de la Primera Flota. El texto de su sermón fue el Salmo 116:12-14.

### Lema de la ciudad

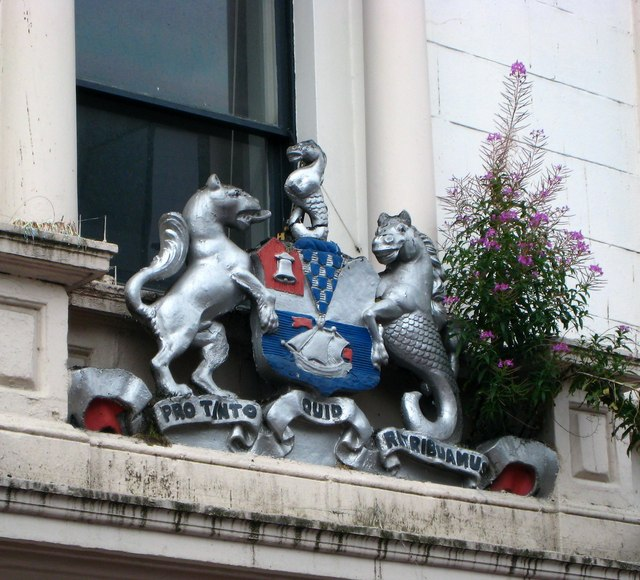
Pro Tanto Quid Retribuamus, lema de la ciudad de Belfast

La ciudad de Belfast, Irlanda del Norte, tiene como lema «Pro Tanto Quid Retribuamus», la traducción de la Vulgata del Salmo 116:12 («¿Qué daremos a cambio de tanto?», o «¿Qué devolveré a el Señor por toda su generosidad conmigo?»).

## Versículos notables
- El versículo 11, «En mi prisa dije que todos los hombres son mentirosos», puede leerse como una declaración temprana de la paradoja del mentiroso.

Este versículo también se ha traducido como «Dije en mi miedo: Todo hombre es un mentiroso» y «En un éxtasis de desesperación, dije: Toda la raza humana es un engaño». Algunos toman la palabra חפז (chaphaz) para denotar prisa o huida en lugar de miedo. Samuel Horsley traduce el versículo como «un éxtasis de desesperación».
- Sacrificaré los sacrificios de alabanza
- «La copa de la salvación». Esta frase ha sido utilizada por los católicos como profética de la eucaristía. Mientras que algunos ven esto como similar a la ceremonia judía moderna que se celebra cada año en conmemoración de la liberación de sus antepasados de la esclavitud de Egipto. Otros ven esta parte como una referencia a la ofrenda de bebidas matutinas en el templo de Salomón según la ley mosaica (Números 28:7), deduciendo que el escritor está haciendo ahora una ofrenda de agradecimiento por haber sido liberado. Otros piensan que el versículo puede haber inspirado a Jesús [38] en la Última Cena, o a la «copa de bendición».[39]

## Ajustes musicales
Heinrich Schütz compuso una paráfrasis métrica del Salmo 116 en alemán, “Meim Herzen ist's ein große Freud”, SWV 214, para el “”Salterio Becker“”, publicado por primera vez en 1628.
Una colección titulada Angst der Hellen und Friede der Seelen («Miedo al infierno y paz del alma») combina dieciséis arreglos de motetes del Salmo 116 en alemán, Das ist mir lieb («Eso es querido para mí»). Fue encargada por el comerciante de Jena Burckhard Grossmann en 1616 y publicada en 1623. Los compositores son Heinrich Schütz, Michael Altenburg, Christoph Demantius, Nicolaus Erich, Andreas Finold, Melchior Franck, Abraham Gensreff, Johannes Groh, Johann Krause, Christian Michael, Daniel Michael, Rogier Michael, Tobias Michael, Michael Praetorius, Johann Hermann Schein y Caspar Trost.
Marc-Antoine Charpentier compuso en 1690 el Psalmus David 115 (en numeración Vulgata), Credidi propter quod locutus sum, H. 209 - H. 209a, para solistas, coro y continuo. En 1852, Anton Bruckner compuso una versión de los primeros nueve versículos como Salmo 114 «¡Aleluya! El amor me llena», WAB 36. En 1900, Franz Schreker compuso una versión del Salmo 116 para coro femenino a tres voces y orquesta como su Op. 6 en 1900. Ref. Hailey, Christopher: Franz Schreker, Psalm 116, Op. 6 American Symphony Orchestra 2006